# Puerto de Sardina
Puerto de Sardina appelé aussi Sardina del Norte est une station balnéaire située au nord-ouest de l'île de Grande Canarie.
Le village fait partie de la commune de Gáldar qui se trouve à environ 7 km à l'est.

## Description
La localité possède une petite plage de sable noir ainsi qu'un port de pêche bordés par des constructions colorées. Le village s'étire aussi à l'intérieur des terres, implanté au sud de la route GC-202 menant à Gáldar. Au nord de cette route, s'étendent de nombreuses cultures de bananes sous bâches modifiant profondément l'aspect paysager de l'endroit.
Le village a su, jusqu'à présent, préserver son charme et sa quiétude à l'abri du tourisme de masse.
Les fonds marins sont parmi les plus riches de l’archipel faisant le bonheur des plongeurs venus de toute l’île.
Plus au nord-ouest, à environ 2 km, se trouve le Faro de Punta Sardina, phare situé sur le cap nord-ouest de la Grande Canarie.

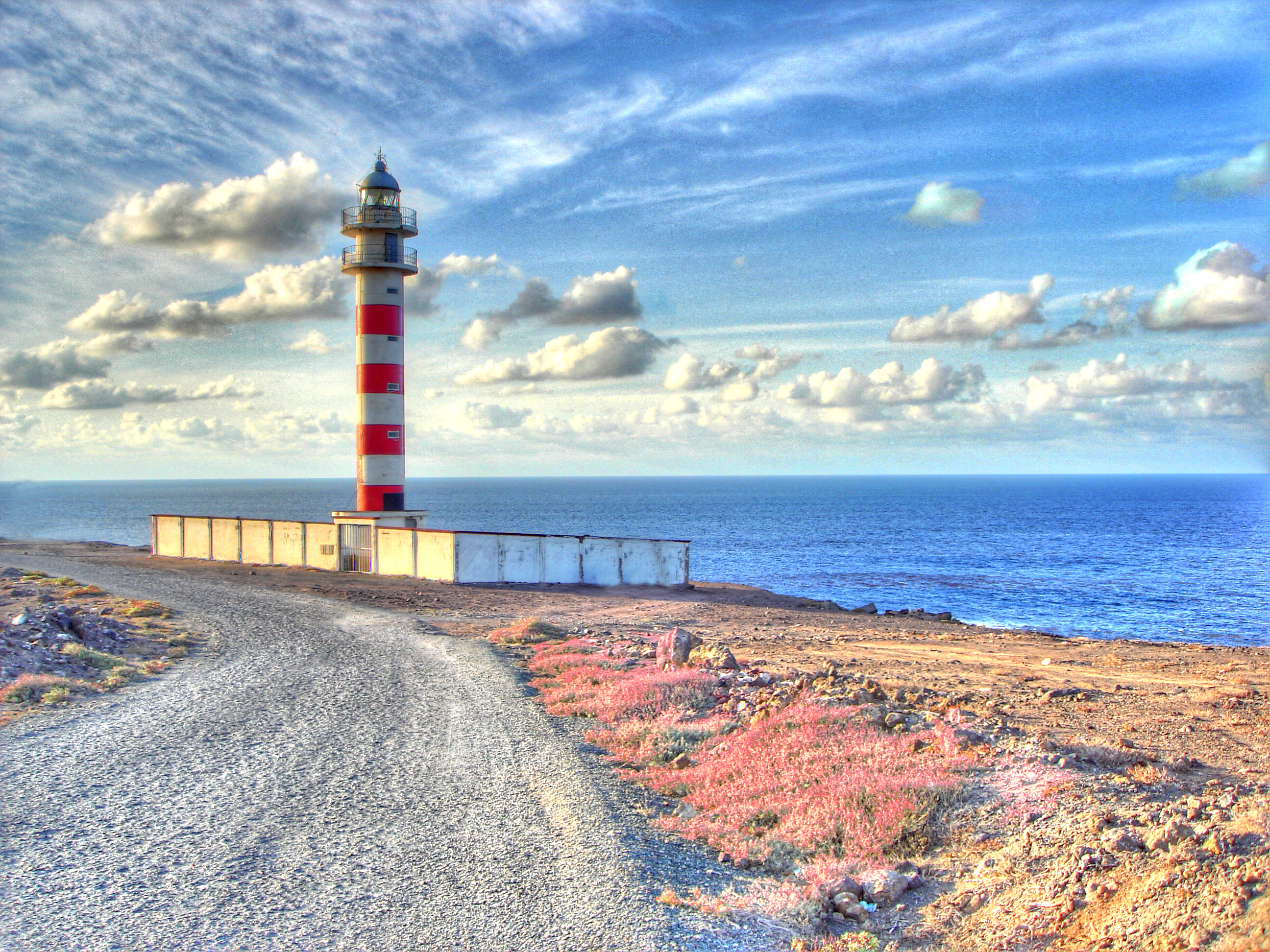
Faro de Punta Sardina